# 달성 용연사 삼층석탑
달성 용연사 삼층석탑(達城 龍淵寺 三層石塔)은 대한민국 대구광역시 달성군 옥포읍, 용연사에 있는 고려시대의 삼층석탑이다. 1995년 5월 12일 대구광역시의 문화재자료 제28호로 지정되었다.

## 개요
용연사 극락전 앞에 서 있는 탑으로, 1층 기단(基壇) 위에 3층의 탑신(塔身)을 올린 모습이다.
바닥돌은 후대에 새로운 돌로 보수한 상태이며, 기단과 탑신의 몸돌 모서리마다 기둥 모양을 새겨 놓았다. 지붕돌은 낙수면이 짧고 처마가 얇은데 비해 밑면에 새긴 4단의 받침이 높직하다.
극락전의 장중한 규모에 비해 석탑의 높이가 2.6m로 너무 작아 서로 잘 조화되지 않는 듯한 느낌을 주고 있다. 전체적으로 통일신라의 석탑양식을 따르고 있으나 기단이 1층으로 줄어들고, 지붕돌의 조각양식이 변화한 것으로 보아 고려시대에 세운 것으로 추정된다.

## 현지 안내문
이 삼층석탑은 높이 3.2m로 2중 바닥에 몸체와 지붕을 각각 하나의 돌로 세웠다. 재료는 화강암이고, 아래 기단은 보수한 것이다. 아래 기단은 바닥돌에 바로 2단의 괴임을 했다. 위 기단 돌은 4매로 구성되었고, 각 면에는 모서리 기둥을 조각하여 드러냈다.
지붕에서 물이 떨어지는 면이 짧고 기단의 폭이 짧아 신라탑의 기본형에서 많이 벗어난 고려시대의 것으로 보인다.

## 같이 보기
- 용연사

## 참고 자료
- 용연사삼층석탑 - 국가유산청 국가유산포털